# Onychiurus jubilarius
Onychiurus jubilarius är en urinsektsart som beskrevs av Hermann Gisin 1957. Onychiurus jubilarius ingår i släktet Onychiurus, och familjen blekhoppstjärtar. Arten är reproducerande i Sverige.